# 光復香港 (遊戲)
《光復香港》是一個由香港反送中運動期間開發的單人立體電子遊戲，模擬2019年反送中運動期間的街頭示威情況。遊戲主角是一名手無寸鐵的無名示威者。
遊戲於2019年11月在Microsoft Windows與macOS發放，支持Oculus Rift及HTC Vive等虛擬實境裝置。

## 遊戲內容
在遊戲中，示威者並無持有武器，無法對警方作出任何攻擊行為，只能得知催淚彈或開槍警告後進行躲避。
遊戲中有以警方警告旗為原型的標示，但遊戲過程中大多直接以「紅旗」(停止衝擊，否則使用武力)程度開始遞升，當玩家接近或接觸警方，警方會提醒玩家將被其拘捕，並湧往玩家。當玩家逃往抗爭者方向，警方會後退；但若玩家被警方拘捕，遊戲會結束。
另外，遊戲中有仿至現實中商鋪的商店，但玩家無法進入。遊戲內有兩個彩蛋，分別是垃圾桶後的小熊、連儂牆上貼有抗爭吉祥物。

## 開發
遊戲於2019年10月初首次公布新遊戲《光復香港》，並於2019年10月公布首支宣傳影片。
開發團隊接受採訪時表示，本遊戲由暴雪娛樂懲處違規選手的事件所啟發，決定以第一人稱3D視角製作遊戲。遊戲主體的開發以數名香港示威者進行。

## 發行與宣傳
開發團隊於2019年10月18日向Steam申請遊戲上架，至今仍未收到任何回覆。
2019年10月25日，遊戲團隊邀請Blitzchung於直播網站Twitch公開試玩遊戲。
遊戲於2019年11月20日在itch.io上架，透過自願捐款舉行遊戲義賣活動，所得款項扣除手續費之後將全數捐給示威團體（例：星火同盟），用以援助香港示威者。
2019年12月，《光复香港》开发团队向 Steam 写了一封公开信，指责 Steam 在没有给出任何理由的情况下审查该游戏。但此公开信日前已无法查看。

## 迴響

#### 媒體報導
遊戲被多個香港及國際媒體訪問，如彭博社、路透社、法新社、立場新聞等。

## 外部連結
- 遊戲開發者臉書網頁（页面存档备份，存于）
- 遊戲官方網頁（页面存档备份，存于）